# Laura Esquivel

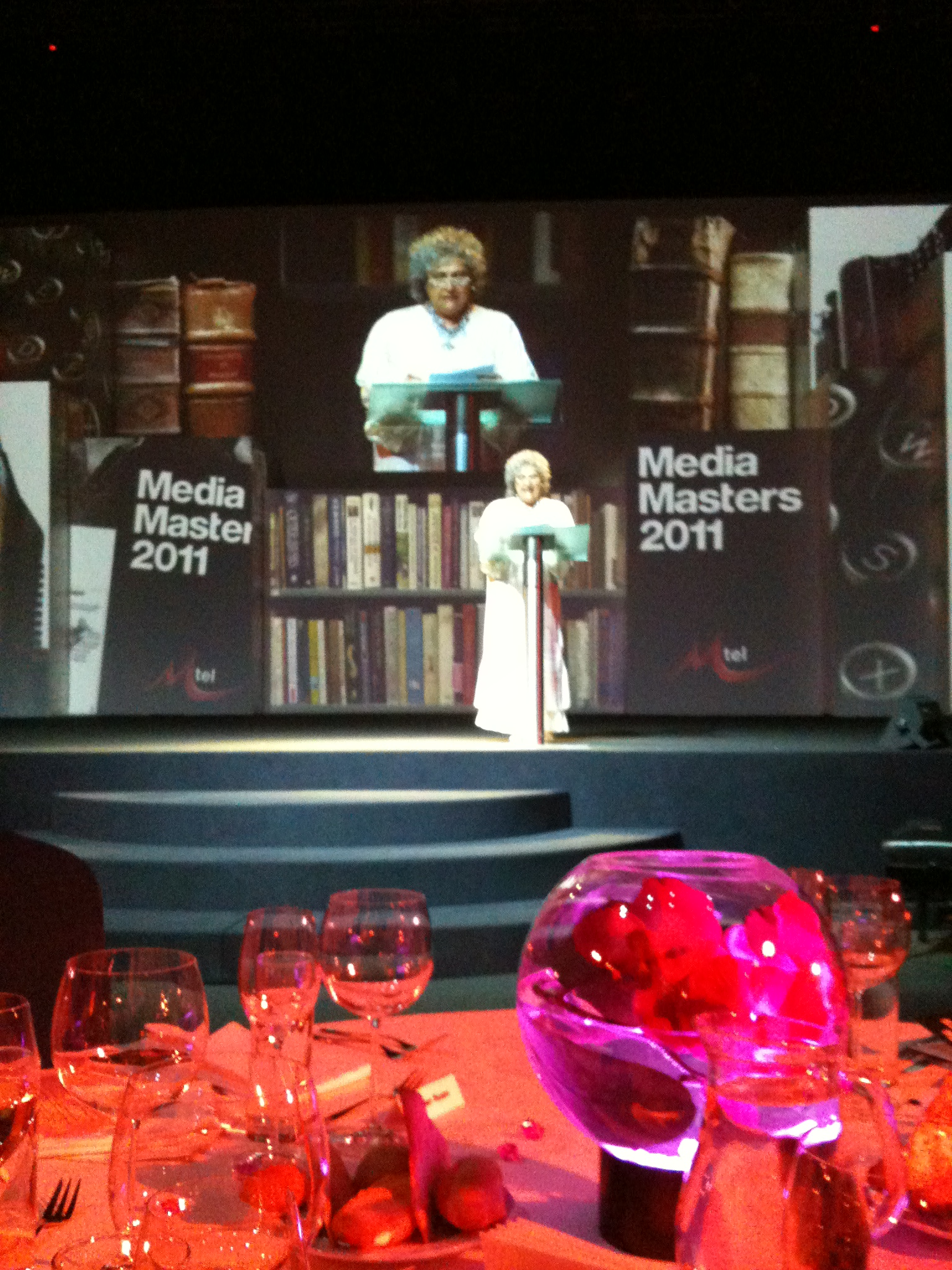
Laura Esquivel, 2011

Laura Esquivel Valdés (* 30. September 1950 in Mexiko-Stadt) ist eine mexikanische Autorin und Schriftstellerin.
Berühmt wurde sie durch ihren Roman „Como agua para chocolate“ (1989), der in 33 Sprachen übersetzt und auch verfilmt wurde. Der Film wurde 1992 von ihrem Ehemann Alfonso Arau in Mexiko gedreht.
Laura Esquivel war ursprünglich Lehrerin, ist Gründerin eines Workshops für Kindertheater und -literatur und eines „Centro de Invención Permanente“ („Zentrum Andauernder Erfindung“) für Kinder. Sie arbeitete fürs Fernsehen und fürs Kino, bevor sie sich der Literatur widmete.
Ihr neuester Roman Malinche beschreibt das Leben einer der schillerndsten Frauen der mexikanischen Geschichte. Malinche war die Dolmetscherin des spanischen Konquistadors Hernán Cortés. Mit ihrer Hilfe gelang Cortés die Verständigung mit seinen Feinden, den Azteken, sowie mit seinen Freunden in Mesoamerika.
2018 wurde sie in die Academy of Motion Picture Arts and Sciences berufen, die jährlich die Oscars vergibt.

## Werke
- Como agua para chocolate (auf Deutsch: Bittersüße Schokolade, verfilmt 1992 von Alfonso Arau)
- La ley del Amor
- Íntimas suculencias
- Tan veloz como el deseo dt. Das zärtliche Alphabet des Don Júbilo
- Malinche
- A Lupita le gustaba planchar